# Лінк-Сар
Гора Лінк-Сар (англ. Link Sar) розташована в гірському хребті Машербрум (Каракорум) між вершиною льодовика Чаракуза і льодовиком Кабері. Вона розташована на підкові, що з’єднує вершини Балтистан (K6) та К7 довкола вершини льодовика Чаракуза.

## Історія сходжень
Ізольований, крутий і захищений значною кількістю снігу і льоду Лінк-Сар до 2019 року залишався однією з найвищих нескорених вершин в світі.
В середині 1970-х років було здійснено декілька спроб сходження на Лінк Сар.
Спроби були зроблені японськими командами в середині 1970-х років. По закінченню цього часу було видано кілька дозволів на сходження зі східного боку. Проблеми виникали через близькість до оспорюваного кордону між Пакистаном і Індією. Стів Свенсон отримав дозвіл разом з іншими в 2001 році, вони домоглися деякого обмеженого прогресу з цього боку гори. Спроби отримати дозвіл на повернення протягом наступного десятиліття були відхилені.
Джон Гріффіт здійснив декілька спроб підкорити західну сторону гори з 2011 року з різними партнерами по сходженню, зійшовши по північно-західній стіні в 2015 році з Енді Хаусманном на проміжну вершину Sar West (6938 м). Хвороба учасників і звужене вікно погоди визначили рішення не просуватися далі 1 км до головної вершини.
Врешті-решт в 2017 році Свенсон зміг повернутися до сходження разом з Гремом Ціммерманом і Крісом Райтом. У жахливу погоду вони досягли висоти всього 5900 м на південно-західній стіні, але цей досвід дозволив їм визначити можливий безпечний шлях до вершини.
5 серпня 2019 року на вершину піднялися Стів Свенсон, Марк Річі, Грем Ціммерман і Кріс Райт через південно-східну стіну гори.